# Aromobates leopardalis
Espèce
Synonymes
- Colostethus leopardalis Rivero, 1978 "1976"
- Nephelobates leopardalis (Rivero, 1978)

Statut de conservation UICN

 CR A2ace; B2ab(v) : 
En danger critique
Aromobates leopardalis est une espèce d'amphibiens de la famille des Aromobatidae.

## Répartition
Cette espèce est endémique de la Sierra de Santo Domingo dans l'État de Mérida au Venezuela. Elle se rencontre de 2 435 à 3 300 m d'altitude sur le Páramo de Mucubají.

## Publication originale
- Rivero, 1978 "1976" : Notas sobre los anfibios de Venezuela. 2. Sobre los Colostethus de los Andes Venezolanos. Memorias de la Sociedad de Ciencias Naturales La Salle, vol. 35, no 105, p. 327-344.